# 羟基依克多因
羟基依克多因（也称为羟基四氢甲基嘧啶羧酸，1,4,5,6-tetrahydro-5-hydroxy-2-methyl-4-pyrimidinecarboxylic acid）是一种含氮有机化合物，分子式C6H10N2O3，存在于一些鏈黴菌屬（Streptomyces）物种，以及菜豆（Phaseolus vulgaris）中。